# 最強文化系コロシアム 天下一文道会
『最強文化系コロシアム 天下一文道会』（さいきょうぶんかけいコロシアム てんかいちぶんどうかい）は、2015年6月17日・10月2日にTBS系列にて放送されたバラエティ番組である。

## 概要
文学や学問の頂点を決めるバラエティ番組。文系の各種目でその分野において知識のある人物が、芸能人や著名人とハンディキャップをつけながら対決する。

## 司会者
- 東野幸治
- タカアンドトシ

## 放送内容
- ババ抜き
- しりとり

第1回、2回ともに行われた。

## 主なスタッフ
2015年10月2日時点
- ナレーター：松元真一郎
- 構成：村上卓史、福原フトシ、河口ワタル
- TM：丹野至之
- TD：山下直
- カメラ：荻野祐也
- VE：高橋康弘
- 音声：藤井勝彦
- 照明：渋谷康治
- 美術P：中西忠司
- 美術デザイナー：太田卓志
- 美術制作：澁谷政史、大沼陽
- 装置：坂本進
- 操作：権田博之
- 電飾：西田和正
- アクリル装飾：青木剛
- 装飾：篠原直樹
- ヘアメイク：清田恵子
- 編集：野中博史
- MA：渡辺和也
- 音効：福永真弓（ZACK）
- TK：伊藤佳加
- 技術協力：fmt、アンサーズ
- 撮影協力：目黒雅叙園、日本将棋連盟、日本連珠社、日本漢字能力検定協会、PPS通信社
- 編成：岸田大輔
- 宣伝：小山陽介
- リサーチ：今井紳介
- デスク：椿美貴子
- 制作協力：吉本興業
- 協力P：中村聡太
- 協力AP：金丸貴史
- AP：菊池絢子、下條有紀、神田聡美
- ディレクター：中野貴文（ジーヤマ）、斉藤崇（シオプロ）、田口将伍・井谷光太郎・鈴木崇志（ジーヤマ）
- 演出：水野達也（ジーヤマ）
- 制作プロデューサー：橋本孔一（ジーヤマ）
- プロデューサー：坂本義幸
- EP：片山剛
- 制作協力：ジーヤマ
- 制作：TBSテレビ制作局制作1部
- 製作著作：TBS

歴代のスタッフ

## 放送時間
| 回 | 放送日              | 放送時間      | ゲスト | 備考                                                         |
| -- | ------------------- | ------------- | --- | ------------------------------------------------------------ |
| 1  | 2015年6月17日（水） | 21:00 - 22:54 | 高嶋ちさ子、劇団ひとり、足立梨花、蛭子能収、DaiGo、堀江貴文、厚切りジェイソン、糸谷哲郎、伊藤純哉（オセロ棋士）、宇治原史規、杉村太蔵、辻よしなり                                                                  | TBSなど一部系列局のみ、20:59 - 21:00にもうすぐ枠を別途放送。 |
| 2  | 2015年10月2日（金） | 21:00 - 22:48 | 草野仁、劇団ひとり、佐藤栞里、DaiGo、坂上忍、宇治原史規、辰巳琢郎、町田健、本村健太郎、竹俣紅、杉村太蔵、中村茂 (連珠棋士)、厚切りジェイソン、パックン（パックンマックン）、村上健志（フルーツポンチ）、辻よしなり |                                                              |